# Phách (nhạc cụ)
Phách (hay thanh phách) là nhạc khí tự thân vang, xuất hiện trong nhiều thể loại ca, múa nhạc ở khắp các nước trên thế giới từ rất lâu đời. Nhiệm vụ của phách là giữ nhịp cho dàn nhạc, người hát hoặc múa. Nhịp của phách đơn giản trong cải lương, nhưng phức tạp và biến tấu trong những dàn nhạc sân khấu.

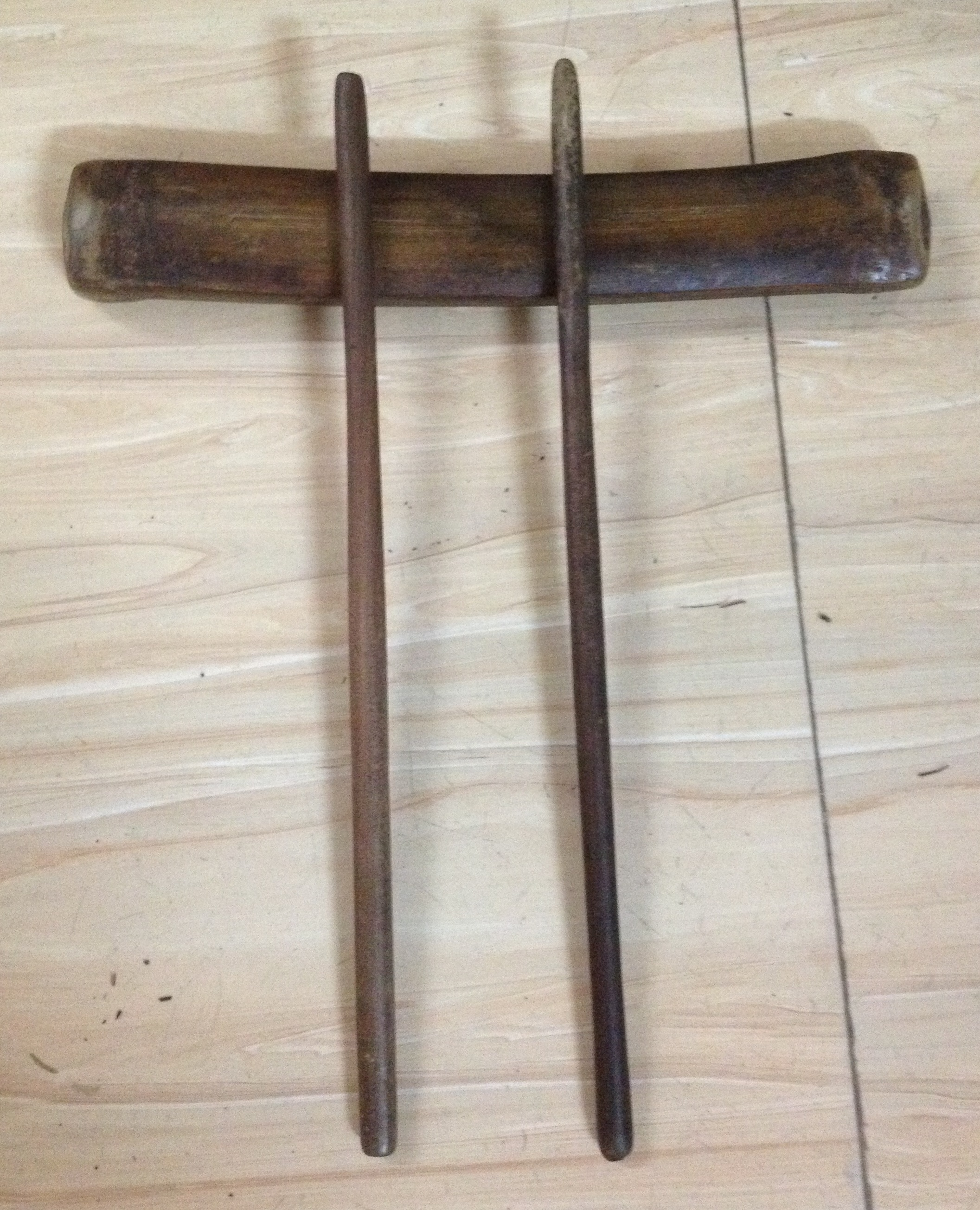
Phách dùng trong ca trù

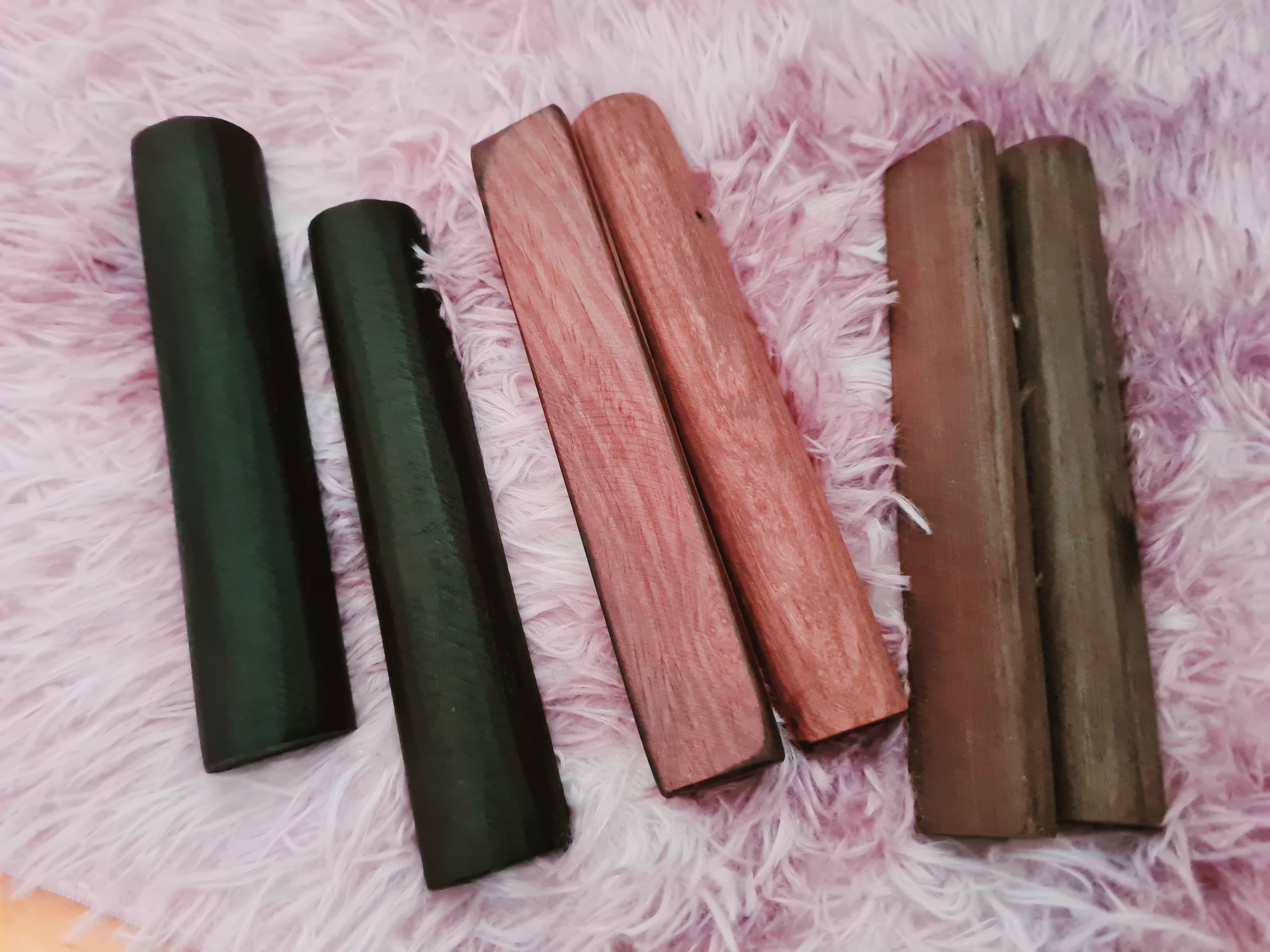
Những cặp phách (nhịp sanh) của Đạo Cao Đài

Phách bản (tiếng Trung: 拍板; bính âm: pāibǎn) là một loại phách làm từ một vài miếng phẳng của gỗ hoặc tre, được sử dụng dưới nhiều hình thức khác nhau của âm nhạc Trung Quốc. Có nhiều loại phách bản khác nhau, và nhạc cụ này còn được gọi tắt là bản (tiếng Trung: 板; bính âm: bǎn) bao gồm đàn bản (檀板, nghĩa đen là "phách đàn hương"), mộc bản (木板), nghĩa đen là "phách gỗ"), hoặc thư bản (书板). Các vật liệu điển hình được sử dụng cho phách bản bao gồm tử đàn (紫檀 - chỉ hồng hoặc đỏ gỗ đàn hương), hồng mộc (红木), hoặc lê hoa mộc (梨花木, gỗ hoa lê), hoặc tre, với những thanh tre hay gỗ buộc với nhau một cách lỏng lẻo trên một đầu với dây. Nó được giữ theo chiều dọc bằng một tay và gõ chéo vào nhau, tạo ra âm thanh lách cách .

## Tên gọi ở Việt Nam và lịch sử
Phách có nhiều loại và tên gọi khác nhau. Trong hát xẩm phách gọi là cặp kè; trong cải lương và dàn nhạc tài tử phách là song lang; trong ca Huế phách là sênh (sênh tiền). Sở dĩ có đôi phách như vậy là từ xưa người ta dùng hai thanh tre hoặc gỗ đập chéo vào nhau thành tiếng chan chát có từ thời kỳ đồ đá khi chưa có phách như bây giờ.

## Cấu tạo

### Phách ca trù
Bộ phách ca trù gồm có bàn phách, tay ba và hai lá phách. Bàn phách là miếng tre dài khoảng 30 cm, bản rộng chừng khoảng 4 cm. Nó có 2 đầu mấu tre dùng làm chân cho mặt bàn phách cao lên. Hai lá phách là dùi gõ kép. Người ta cầm 2 lá phách chập vào nhau để gõ vào mặt bàn phách. Tay ba là dùi gõ làm bằng gỗ mít, dài như 2 lá phách, được người sử dụng cầm bằng tay trái.

### Phách 2 lá
Khi phách 2 lá gõ vào bàn phách âm sắc phát ra nhòa, bẹt và hơi đục. Lúc dùng tay ba gõ vào bàn phách âm sắc sẽ trong, gọn và dòn. Ta thấy rằng có một tiếng trong và một tiếng đục, một tiếng mạnh và một tiếng nhẹ, một tiếng cao và một tiếng thấp, một tiếng dương và một tiếng âm. Tiếng phách ca trù Việt Nam rất độc đáo và trong âm nhạc thế giới không có nước nào khác có cách gõ như thế.
Riêng phách bản của Trung Quốc, 2 lá phách được nối với nhau bởi sợi dây. Phách bản thường làm từ gỗ trắc hay gỗ cẩm lai. Nó chuyên dùng trong Kinh kịch hay côn khúc.
Cao Đài có loại phách gọi là "nhịp sanh".Nhịp sanh được làm từ gỗ trắc hay cẩm lai và có một mặt phẳng và một mặt mô. Nhịp sanh tường dùng để nhịp cho dàn "đồng nhi" đọc hay nhịp cho "ban nhạc lễ" để được đồng nhất với nhau. Nhịp sanh khó sử dụng hơn hết vì cần phải có kĩ thuật cầm, cầm không đúng cách tiếng sẽ không vang và thanh. Nếu biết cách cầm thì khi gõ từ xa 1–2 km vẫn có thể nghe tiếng nhịp rất rõ.Khi chế tác cặp nhịp sanh thì người thợ mộc cũng cần phải có kĩ thuật làm ra cặp nhịp sanh vừa tay, không quá nhỏ, không quá lớn. Đặc biệt là không bị một chiếc thì dày, một chiếc thì mỏng. Việc lựa gỗ cũng là ảnh hưởng quyết định đến cặp nhịp có thanh, vang hay không. Đa phần mọi người đều không thích việc sơn hay đánh bóng lên cặp nhịp sanh vì rất khó để nhịp vào nhau mà tiếng lại không hay. Vì thế mọi người thường để nguyên thủy như vậy, sau một thời gian sử dụng gỗ sẽ tự lên dầu và bóng kiểu tự nhiên trông rất đẹp.

## Biểu diễn

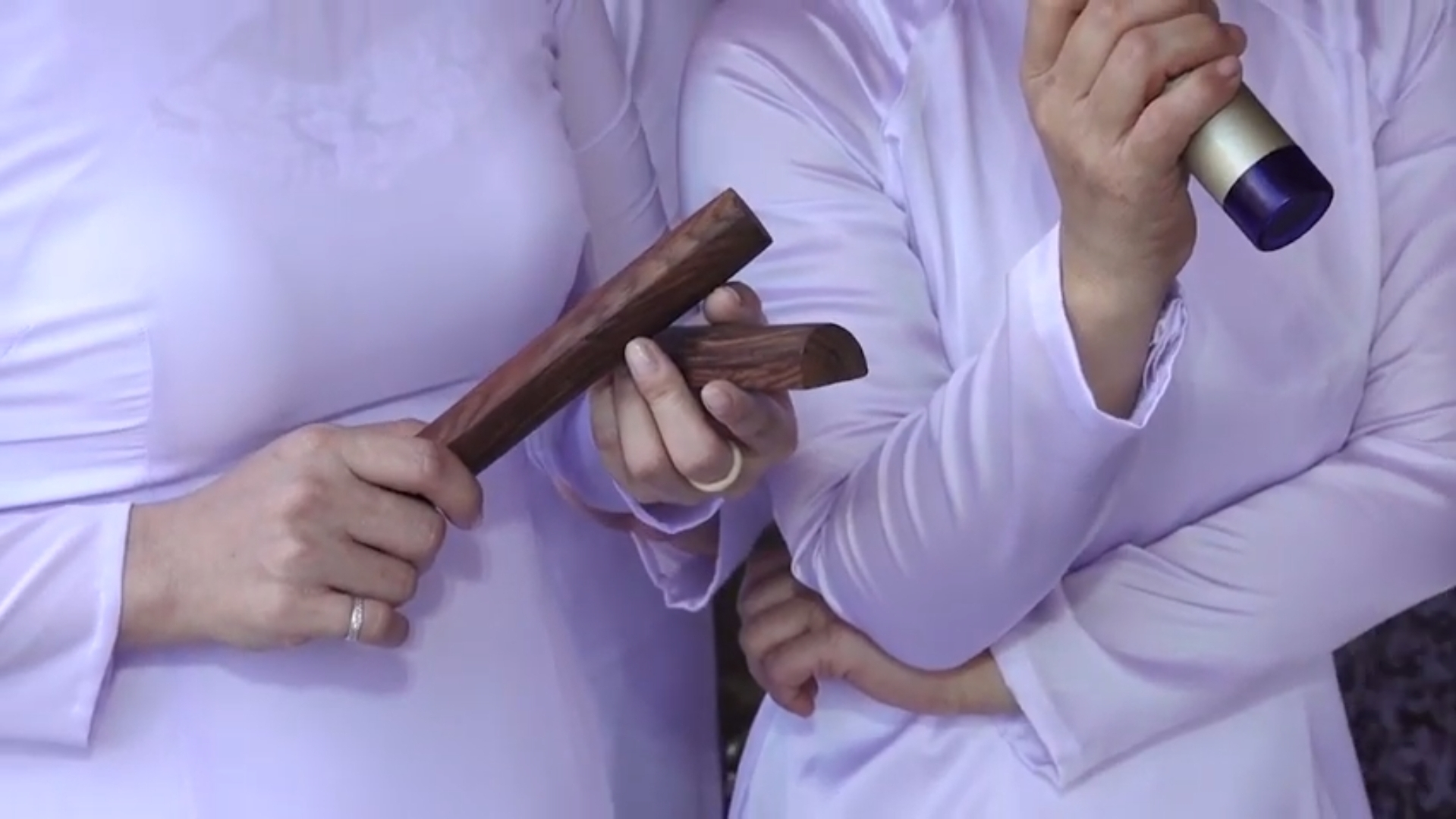
Một cô đồng nhi của Đạo Cao Đài đang cầm nhịp sanh để dẫn nhịp cho cả dàn đồng nhi

Phách cấu tạo đơn giản nhưng kỹ thuật sử dụng rất phong phú, gồm những cách chính như sau:

### Phách 2 lá (phách đôi)
Nguyên tắc cơ bản khi chơi clave là cho phép ít nhất một trong số chúng cộng hưởng. Kỹ thuật thông thường là giữ nhẹ một ngón tay cái và ngón tay của bàn tay không chiếm ưu thế, với lòng bàn tay hướng lên. Điều này tạo thành bàn tay vào một buồng cộng hưởng cho âm vật. Giữ clave trên đầu móng tay làm cho âm thanh rõ hơn. Tay kia được giữ bởi bàn tay chiếm ưu thế ở một đầu với độ bám chắc chắn hơn, giống như cách người ta thường cầm dùi trống. Với sự kết thúc của nhịp phách, người chơi tấn công các clave nghỉ ngơi ở trung tâm. Theo truyền thống, phách nổi bật được gọi là el macho ("nam") và phách nghỉ được gọi là la hembra ("nữ"). Thuật ngữ này được sử dụng ở phương Tây về phách gỗ. Một nhịp có thể đạt được trên các thanh phách bằng cách giữ một thanh phách giữa ngón cái và hai ngón tay đầu tiên, và sau đó xen kẽ áp lực giữa hai ngón tay để di chuyển phách qua lại. 2 thanh phách đập chéo vào nhau và nẩy mạnh tạo tiếng vang làm nhịp. Cũng như việc trẻ em vỗ tay và hát theo nhịp tay vỗ làm tiết tấu (hát theo nhịp). Ví dụ như bài hát Một con vịt (dấu + được hiểu là tiếng đập phách trong câu hát):
"+Một con +vịt xoè ra +hai cái +cánh..."
Các câu sau trẻ sẽ gõ phách tương tự.
Ở trường học, nhất là các trường cấp 1 và cấp 2 ở Việt Nam, học sinh được giáo viên dạy gõ phách theo tiết tấu của một bài hát trong giờ học âm nhạc không những khiến sinh động mà còn giúp trẻ học nhanh nhớ lâu về nhạc lý căn bản. Đôi phách này giá thành vô cùng rẻ, làm từ những miếng gỗ lim phết nước sơn.

### Phách ca trù
-Ngón rục : tay ba gõ nhẹ, nảy nhanh trên bàn phách 2 tiếng, tiếp ngay sau đó là phách 2 lá gõ xuống bàn phách một tiếng. Ba âm thanh gần nhau gọi là tiếng rục.
-Ngón chát : tay ba và phách 2 lá cùng gõ xuống bàn phách (phách 2 lá gõ hơi nhanh hơn một chút). Gõ xong không nhấc lên ngay nên âm thanh chát, hơi thô.
-Ngón vê : tay ba và phách gõ 2 lá gõ thay phiên gõ nhanh trên bàn phím hoặc tay ba giơ cao đối diện bàn phím. Phách 2 lá luồn vào giữa gõ xuống bàn phách rồi nảy ngược nhanh gõ vào tay ba (ít sử dụng).

### Phách bản Trung Quốc
Vì lý do 2 lá phách buộc vào nhau cố định bởi sợi dây, nên khi chơi nên giữ bằng một tay và trống chơi với một cây gậy được giữ trong tay kia. Nhạc công gõ cạnh và mặt của nó vào 2 thanh của tay trái sẽ cho ra tiếng giống đôi guốc kêu lọc cọc.